# سبوتية
السبوتية أو السبوتيات (الاسم العلمي: Sapotaceae) هي فصيلة من النباتات تتبع رتبة الخلنجيات من طائفة ثنائيات الفلقة.

## قبائل
- عيناوية القرد
- الإسونندراوية

## من أجناسها
- المنلكارا أو السبوتة
- المدهوكة
- عين القرد
- الإسونندرة